# 22 nanòmetres
| Tecnologia | Any  |
| ---------- | ---- |
| 10 um      | 1971 |
| 6 um       | 1974 |
| 3 um       | 1977 |
| 1,5 um     | 1982 |
| 1 um       | 1985 |
| 800 nm     | 1989 |
| 600 nm     | 1994 |
| 350 nm     | 1995 |
| 250 nm     | 1997 |
| 180 nm     | 1999 |
| 130 nm     | 2001 |
| 90 nm      | 2004 |
| 65 nm      | 2006 |
| 45 nm      | 2008 |
| 32 nm      | 2010 |
| 22 nm      | 2012 |
| 14 nm      | 2014 |
| 10 nm      | 2017 |
| 7 nm       | 2018 |
| 5 nm       | 2020 |

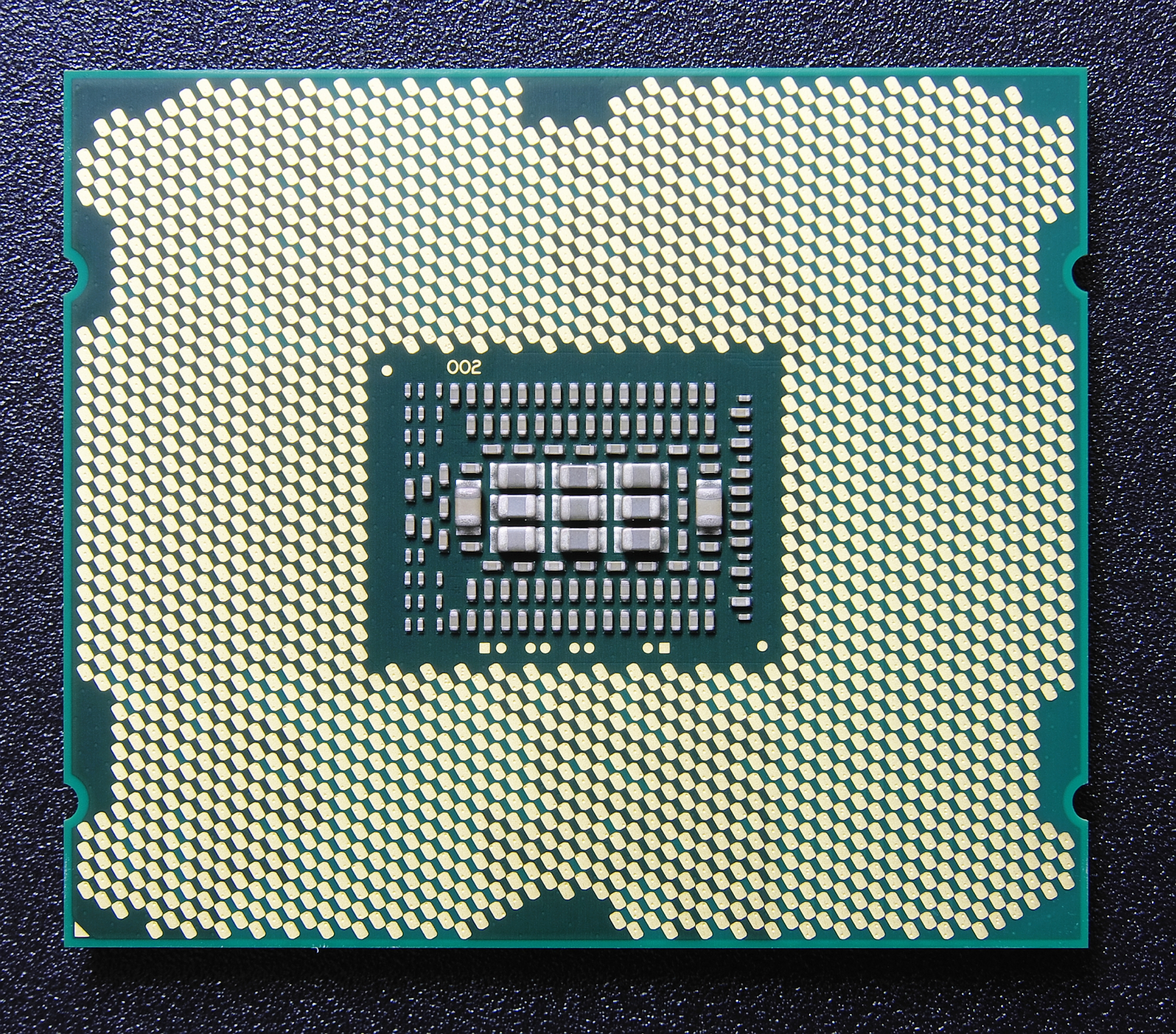
Fig.1 Exemple de tecnologia de 22 nm : Intel core i7

22 nanòmetres (22 nm) és una tecnologia de fabricació de semiconductors en què els components tenen una dimensió de 22 nm. És una millora de la tecnologia de 32 nm. La llei de Moore diu que la superfície és redueix a la meitat cada 2 anys, per tant el costat del quadrat de la nova tecnologia serà de {\displaystyle 22\simeq {\frac {32}{\sqrt {2}}}}. Sabent que els àtoms de silici tenen una distància entre ells de 0,543 nm, llavors el transistor té de l'ordre de 40 àtoms de llargada.

## Tecnologia emprada
- Tecnologia de materials amb Dielèctric high-k
- Tecnologia de materials amb Dielèctric low-k
- Tecnologia de SOI (silici sobre aïllant)
- Tecnologia de litografia millorada.
- Tecnologia de transistor FinFET

## Processadors

Fig.2 Transistor FinFET

| Fabricant | Data | CPU               | Notes |
| --------- | ---- | ----------------- | ----- |
| Toshiba   | 2010 | Memòria NAND      |       |
| Hynix     | 2010 | Memòria Flaix     |       |
| Intel     | 2012 | Intel Core i7, i5 |       |

| Nom del procés             | P1270 (CPU) / P1271 (SoC) | P1270 (CPU) / P1271 (SoC) |           |         |        |        |
| Tipus                      | FinFET                    | FinFET                    | Planar    | Planar  |        |        |
| Primera producció          | 2011                      | 2011                      | 2012      | 2012    |        |        |
| Oblia                      | 300 mm                    | 300 mm                    | 300 mm    | 300 mm  | 300 mm | 300 mm |
|                            | Valor                     | 32 nm Δ                   | Valor     | 32 nm Δ |        |        |
| Pas de Fin                 | 60 nm                     | N/A                       | N/A       | N/A     |        |        |
| Amplada de Fin             | 8 nm                      | N/A                       | N/A       | N/A     |        |        |
| Alçada de Fin              | 34 nm                     | N/A                       | N/A       | N/A     |        |        |
| Pas de contacte de porta   | 90 nm                     | 0.80x                     | 100 nm    | 0.79x   |        |        |
| Pas de connexió            | 80 nm                     | 0.71x                     | 80 nm     | ?x      |        |        |
| Cel·lula 1 bit de RAM (HD) | 0.1080 µm²                | 0.63x                     | 0.1 µm²   | 0.67x   |        |        |
| Cel·lula 1 bit de RAM (LP) | 0.092 µm²                 | ?x                        |           |         |        |        |
| Cel·lula 1 bit de DRAM     |                           |                           | 0.026 µm² | 0.67x   |        |        |